# Tolantongo
Tolantongo är en grotta i Mexiko.   Den ligger i kommunen Cardonal och delstaten Hidalgo, i den sydöstra delen av landet, 140 km norr om huvudstaden Mexico City. Tolantongo ligger 1 454 meter över havet.
Terrängen runt Tolantongo är kuperad åt sydväst, men åt nordost är den bergig. Runt Tolantongo är det ganska glesbefolkat, med 21 invånare per kvadratkilometer. Närmaste större samhälle är Pozuelos, 18,1 km söder om Tolantongo. Trakten runt Tolantongo består i huvudsak av gräsmarker.